# Месје 104
Месје 104 (М104, галаксија Сомбреро) је спирална галаксија у сазвежђу Девица која се налази у Месјеовом каталогу објеката дубоког неба.
Деклинација објекта је - 11° 37' 21" а ректасцензија 12h 39m 59,3s. Привидна величина (магнитуда) објекта М104 износи 8,3 а фотографска магнитуда 9,2. Налази се на удаљености од 10,857 милиона парсека од Сунца. М104 је још познат и под ознакама NGC 4594, MCG -2-32-20, UGCA 293, IRAS 12373-1120, Sombrero galaxy, PGC 42407.